# ラスト・ソング (小説)
『ラスト・ソング』（The Last Song）は、ニコラス・スパークスの小説。2009年に出版された。また、同名で映画され、2010年に公開された。
日本では2010年にアチーブメント出版から出版された（訳：雨沢泰）。

## あらすじ
母と離婚した父と夏休みを過ごすため、海辺の街にやってきたロニー。両親の離婚に傷つき、いまだ父を許せず反抗的な態度を取っていたが、海岸で青年・ウィルと出会ったことで初めての恋を経験する。彼と過ごすうち、父に対しても素直な気持ちを表すようになるロニー。だがそんな時、父が病に倒れ、この夏が父と過ごす最後の夏になることを知る。

## 映画

### キャスト
※括弧内は日本語吹替
- ロニー・ミラー - マイリー・サイラス（白石涼子）
- スティーヴ・ミラー - グレッグ・キニア（井上倫宏）
- ウィル・ブレークリー - リアム・ヘムズワース（中村悠一）
- ジョナ・ミラー - ボビー・コールマン（小林翼）
- キム - ケリー・プレストン（田中敦子）
- ブレイズ - カーリー・チェイキン（斉藤梨絵）
- スコット - ハロック・ビールズ（宮下栄治）
- マーカス - ニック・ラシャウェイ（佐藤せつじ）
- スーザン・ブレークリー - ケイト・ヴァーノン（渡辺美佐）
- トム・ブレークリー - ニック・サーシー（牛山茂）
- アシュリー - メリッサ・オードウェイ（遠藤綾）